# Canadese Kroon

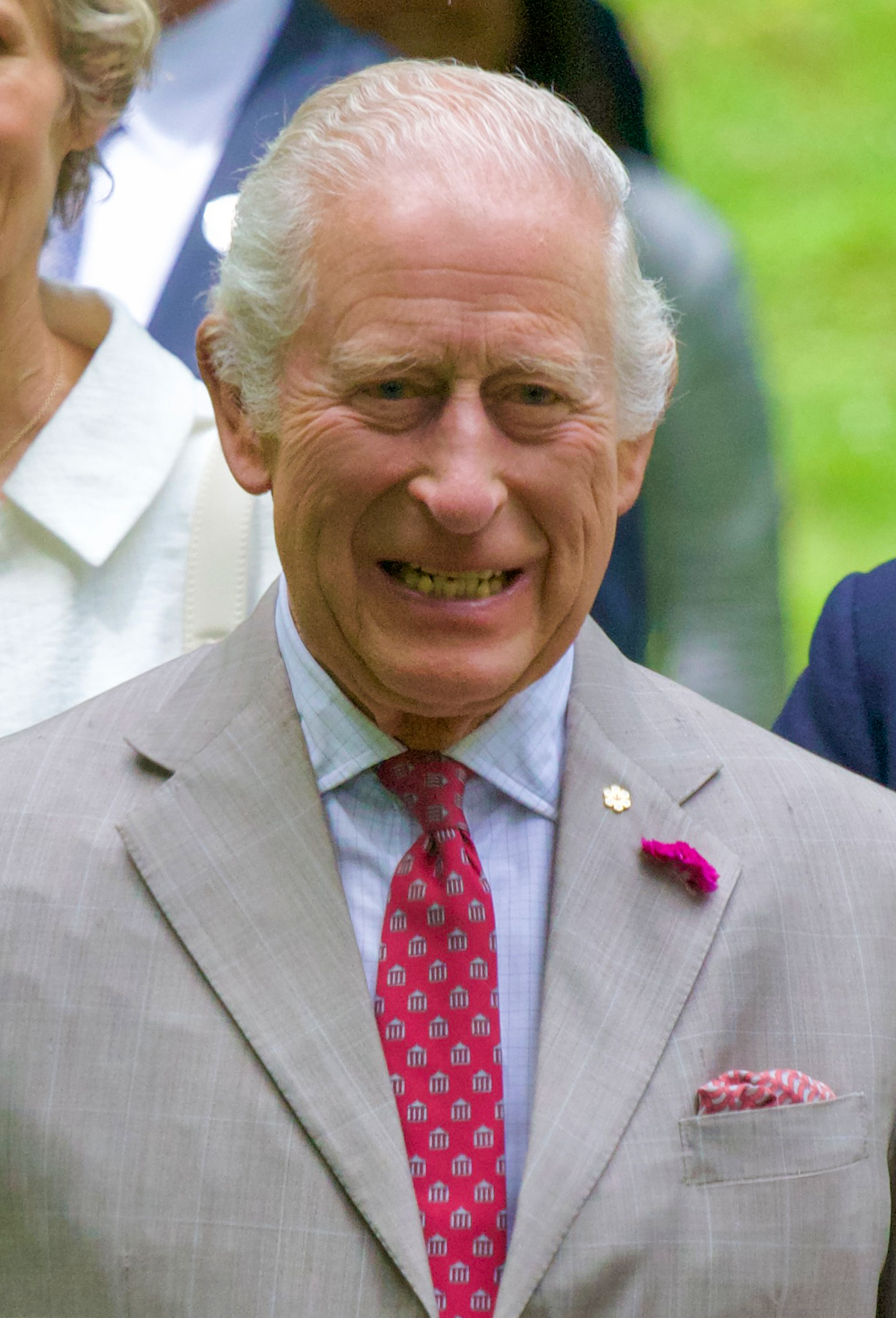
Koning Charles III van Canada

De Kroon in Canada is een van de componenten van de Canadese regering. De voormalige monarch, koningin Elizabeth II van het Verenigd Koninkrijk functioneerde als koningin van Canada als staatshoofd, evenals van diverse andere landen (Commonwealth realms) in het Britse Gemenebest, waaronder het Verenigd Koninkrijk, Australië en Nieuw-Zeeland. De functies van de monarch zijn grotendeels ceremonieel en worden in Canada bij afwezigheid van de monarch uitgevoerd door de gouverneur-generaal van Canada. Sinds het Statuut van Westminster van 1931 functioneert de Kroon in Canada onafhankelijk van die van het Verenigd Koninkrijk waar het Canadese aangelegenheden aangaat. Naast deze functie in Canada als geheel heeft de Kroon ook een aparte functie in elk van de provincies van het land en in deze provincies wordt de Kroon vertegenwoordigd door een luitenant-gouverneur.
De officiële titel die koningin Elizabeth in Canada draagt is Elizabeth de Tweede, bij de gratie Gods, van het Verenigd Koninkrijk, Canada en haar overige gebiedsdelen en territoria, koningin, hoofd van het Gemenebest, verdediger van het geloof. of in de twee officiële talen van het land: Elizabeth the Second, by the Grace of God, of the United Kingdom, Canada and Her other Realms and Territories Queen, Head of the Commonwealth, Defender of the Faith. - Elizabeth Deux, par la grâce de Dieu, Reine du Royaume-Uni, du Canada et de ses autres royaumes et territoires, Chef du Commonwealth, Défenseur de la Foi.

## Rol van de Kroon
De Kroon is het hoofd van de uitvoerende macht in Canada, hoewel de werkelijke macht wordt uitgeoefend door de federale regering die officieel Hare Majesteits Regering in Canada heet. De Kroon benoemt de minister-president, meestal de leider van de grootste partij in het House of Commons, het Lagerhuis van het Parlement. De Kroon benoemt ook, op advies van de minister-president, de overige ministers in het kabinet, senatoren en rechters van het Canadees Hooggerechtshof en lagere rechtbanken alsmede de gouverneurs-generaal en luitenant-gouverneurs en provinciale functionarissen. Verder is het aan de Kroon, in de regel op advies van de minister-president, om oorlogsverklaringen te maken alsmede (vredes)verdragen te sluiten en ambassadeuren te benoemen. Daarnaast is de Kroon, in de persoon van de gouverneur-generaal, opperbevelhebber van de Canadese strijdkrachten.
De Kroon speelt ook een ceremoniële rol bij de opening van het parlementaire jaar en het lezen van de Troonrede, de Speech from the Throne.
Wetten die door het parlement worden aangenomen hebben pas geldigheid wanneer zij Royal Assent krijgen. Dit betekent dat de Monarch, of diens vertegenwoordiger in Canada, goedkeuring moet verlenen aan wetten door deze te tekenen en er het Grootzegel van Canada, of een provincie in het geval van provinciale wetten, aan toe te kennen.

## Geschiedenis

Koninklijke vlag van Charles III

Na de vorming van Canada op 1 juli 1867 werd het geregeerd door de Britse monarch en waren Canadezen strikt genomen Britse onderdanen. Canada zou oorspronkelijk het koninkrijk Canada heten maar het werd uiteindelijk het Dominion of Canada. In 1931 werd de Westminster Conference te Londen gehouden waar Canada en de andere Gemenebestlanden die de Britse monarch als staatshoofd erkenden, gelijkgesteld werden met het moederland. Zo werd George V in Canada vanaf toen koning van Canada genoemd. Hoewel Canada de Britse monarch ook als Canadese monarch erkend is het wettelijk gezien niet strikt noodzakelijk dat deze één en dezelfde persoon zijn, hoewel dit in de praktijk wel het geval is. Strikt genomen kan het Canadese parlement echter de wettelijke opvolging van de Canadese monarch wijzigen zonder instemming of goedkeuring van het Verenigd Koninkrijk of andere Gemenebestlanden te behoeven.
Leden van de koninklijke familie bezoeken met regelmaat Canada. Koning George VI was in 1939 de eerste regerende monarch die Canada bezocht en de huidige koningin heeft meerdere officiële bezoeken afgelegd. In de laatste decennia van de 20ste eeuw werd, vooral om de nationalisten uit Quebec tevreden te stellen, de rol van de Kroon in het dagelijkse leven door de regering minder zichtbaar gemaakt. Een van de resultaten van dit beleid was het aannemen van een eigen Canadese vlag die de Red Ensign, de vlag met de Union Jack en het Canadese wapen, verving.

## Republikeinse beweging
Er is slechts een kleine republikeinse beweging in Canada en er is weinig debat in de politiek over de status van de Monarchie. Alle grote politieke partijen steunen het behoud van de monarchie, uitgezonderd de Parti Québécois. Deze separatistische beweging staat afkeurend tegenover de monarchie en Quebec is de enige provincie waar een niet onbelangrijk deel van de bevolking de Monarchie afwijst. De PQ ziet de Monarchie echter als een puur Canadese aangelegenheid die in Quebec geen rol zal spelen indien haar voornaamste doel, afscheiding van de Franssprekende provincie van Canada, wordt bereikt.